# مولن روژ (فیلم ۱۹۳۴)
مولن روژ (انگلیسی: Moulin Rouge) فیلمی در ژانر موزیکال به کارگردانی سیدنی لنفیلد محصول ۱۹۳۴ آمریکا است.

## بازیگران
- کنستانس بنت
- فرانکوت تون
- هوبرت کواناوگه
- لوسیل بال
- میشا آور
- تولیو کارمیناتی